# Наследство (фильм, 1998)
«Наследство» (англ. Hush) — американский триллер 1998 года.

## Сюжет
После свадьбы Хелен вместе с мужем переезжают в загородное поместье. Однако вместо ожидаемого счастья её жизнь превращается в ад. Её свекровь начинает ревновать к своему сыну и старается всеми силами избавиться от Хелен.

## В ролях
| Актёр          | Роль                 |
| -------------- | -------------------- |
| Джессика Лэнг  | Марта Бэринг         |
| Гвинет Пэлтроу | Хелен Бэринг         |
| Джонатон Шек   | Джексон Бэринг       |
| Нина Фох       | Элис Бэринг          |
| Деби Мейзар    | Лиза                 |
| Каюлани Ли     | сестра О’Шогнесси    |
| Дэвид Торнтон  | Гевин                |
| Хэл Холбрук    | доктор Фрэнклин Хилл |
| Ричард Лайнбэк | Хэл Бентолл          |
| Рихард Кон     | Клейтон Ричардс      |

## Награды и номинации
- 1999 — «Золотая малина» — номинация на «Худшую женскую роль» (Джессика Лэнг)